# Processionarium ordinis Fratrum Praedicatorum
El Processionarium ordinis Fratrum Praedicatorum és un incunable de l'any 1494, i el primer llibre de cant litúrgic imprès a Espanya.
Datat al colofó el 3 abril de 1494, i sortit de la impremta de Meinardo Ungut i Estanislao Polono situada a Sevilla, es tracta d'un llibre de processons de l'Orde dels predicadors o ordre dels dominics, un processionari o llibre litúrgic de petit format, que conté els cants, rúbriques i oracions per a ser resades i portades a les processons anteriors a la missa. Té un interès especial en l'aspecte musicològic ja que conté antífones, versos, textos rimats i fins i tot cants polifònics no presents en un altre tipus de llibres litúrgics.
D'aquesta obra es coneixen diversos exemplars recollits en nombrosos repertoris, com el catàleg musical de la Biblioteca Nacional de Madrid, el Catàleg general d'incunables en les biblioteques espanyoles elaborat per Francisco García Craviotto, el Catàleg bibliogràfic de la col·lecció d'incunables de la Biblioteca Nacional d'Espanya elaborat per Julián Martín Abad, o la base de dades de llibres europeus del segle XV elaborada per la British Library, entre d'altres. A Catalunya, a la ciutat de Barcelona, es conserva un exemplar a la Institució Milà i Fontanals de Recerca en Humanitats del Consell Superior d'Investigacions Científiques (CSIC). La seva peculiaritat i interès rau en el fet de ser el primer llibre de cant litúrgic imprès a Espanya. Es tracta d'una obra d'indubtable valor per a bibliòfils, però també de gran interès per a musicòlegs.